# Perinereis stimpsonis
Perinereis stimpsonis är en ringmaskart som först beskrevs av Grube 1868.  Perinereis stimpsonis ingår i släktet Perinereis och familjen Nereididae. Inga underarter finns listade i Catalogue of Life.